# Herman van der Myn
Herman van der Myn (anche van der Mijn) (Amsterdam, 1684 – Londra, 1741) è stato un pittore olandese.

## Biografia

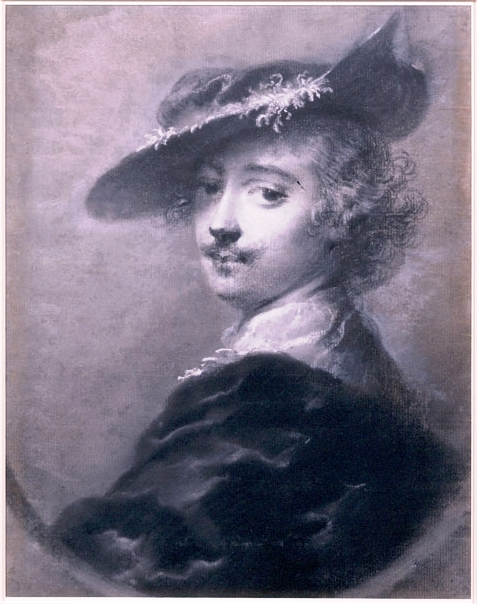
Autoritratto.

Documentato ad Anversa nel 1712,  partì per la corte di Düsseldorf, tornando poi ad Anversa nel 1716; si recò quindi a Parigi ed infine si stabilì a Londra.
Dipinse fiori e frutta, come si può ammirare alla Alte Pinakothek di Monaco di Baviera, vicino allo stile di Huysum e di Rachel Ruysch. Fu celebre anche per i suoi ritratti, alcuni conservati ad Abbeville; tra questi sono da menzionare il Ritratto di Georg Friedrich Händel della National Portrait Gallery di Londra e il Ritratto di Lord James Betham del Museo Frans Halls di Haarlem.

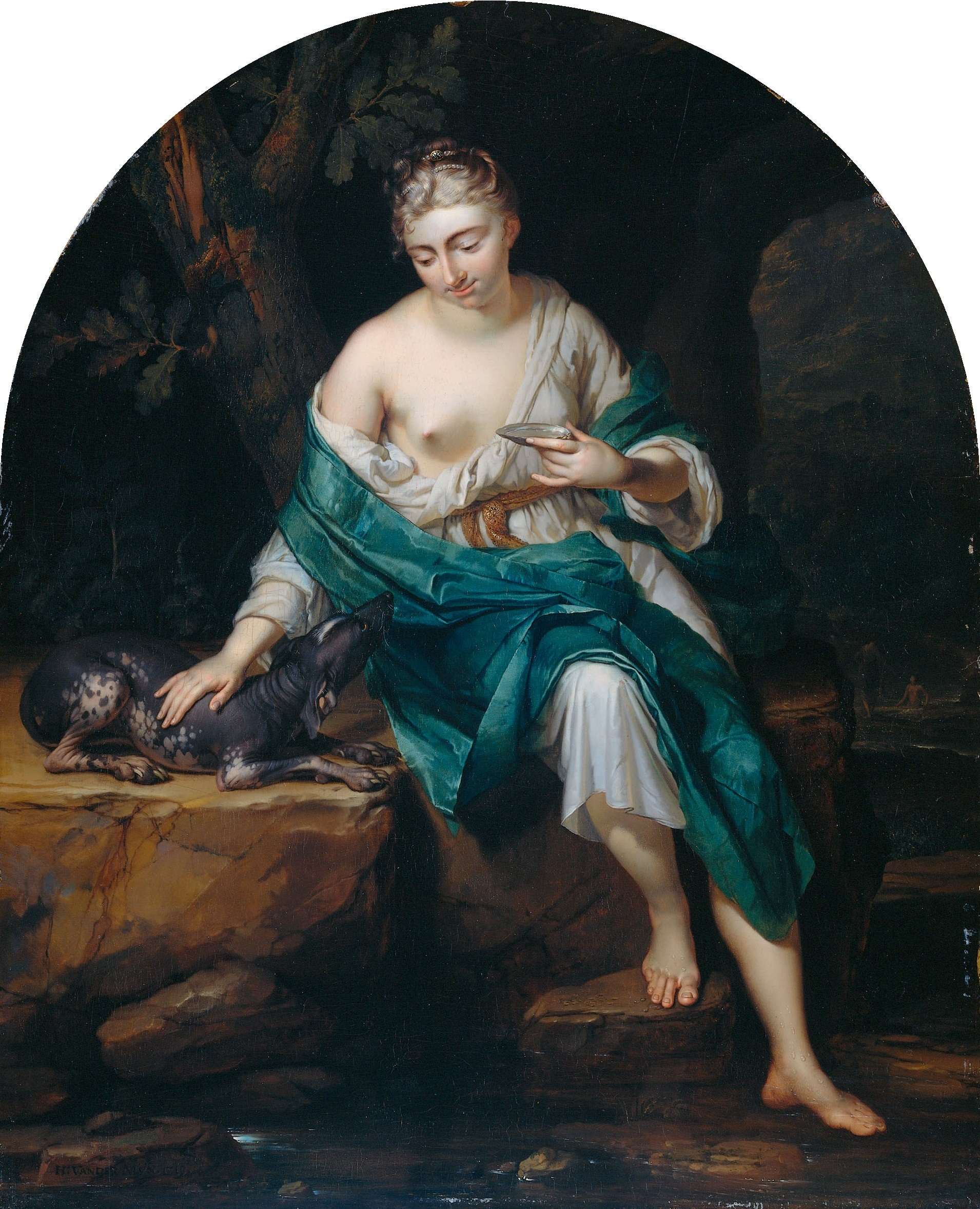
Donna con cane, 1719, Rijksmuseum, Amsterdam

Anche i figli furono discreti pittori di ritratti: Andreas, Cornelia, Frans, Robert e soprattutto George.